# Izoglossza
Az izoglossza vagy jelenséghatár a nyelvjárások egyes nyelvi sajátosságainak térbeli tagolódását leíró földrajzi vonal, amelynek egyik oldalán egy adott nyelvi jelenség (pl. egy lexikai elem: kukorica~tengeri, egy fonéma ejtésmódja: Szeged~Szöged) az egyik formában jelenik meg, a másik oldalán pedig egy másik formában.

## A jelenséghatárok kutatása
A magyar nyelvjáráskutatásban már egy fél évszázaddal ezelőtt is készítettek jelenségtérképeket, de a jelenséghatárok kutatása és térképezése csak gyermekcipőben jár, a kezdeti lépéseket nem követte mélyrehatóbb elemzés. A nyelvjárási jelenséghatárok feltárásában az erdélyi dialektológusok végeztek úttörő munkát, s mostanáig az ő kezük alól, a romániai magyar nyelvjárások köréből jelent meg a legtöbb nyelvföldrajzi szempontú tanulmány. 
Többször foglalkozott az egyes nyelvjárási részlegek elkülönítésével Gálffy Mózes kolozsvári nyelvész is, aki pl. "A háromszéki nyelvjárásváltozatok határa" c. tanulmányában, a székely nyelvatlasz anyaggyűjtésére támaszkodva nemcsak az egyes izoglosszákat mutatja be, hanem "...a háromszéki nyelvjárásváltozatok pontos földrajzi elhatárolását és az átmenetet képező helységek megjelölését, valamint a nyelvjárás mai állapotának a legfontosabb nyelvjárási sajátosságok alapján való jellemzését" is. A besorolás szempontjai között még nem kellő súllyal szerepelteti a fonematikus és megterheltségbeli különbségeket, de nagy teret ad a hangszínrealizációs eltéréseknek. Háromszék területén hét tájszólást különít el és pontosan, községenként megállapítja a hovatartozást. 
Kálmán Béla "Megjegyzések a nyelvjárási izoglosszákról" c. tanulmányában a magyar nyelvjárási anyag elemzésével bizonyítja, hogy a korai német és francia nyelvatlaszokból levont, nyelvjárási jelenséghatárokat vitató következtetések nem helytállók. Nem igaz, hogy az egyes nyelvi jelenségek szavanként terjednek, s így szinte minden szónak más-más lenne az izoglosszája. Saját tapasztalatai és az eddigi kutatások tanulságai alapján rendszerbe foglalja azokat a nyelvjárási jelenségeket, amelyek határát vonalszerűen lehet ábrázolni, tehát amelyek adnak izoglosszákat. A vizsgálatba elsősorban  a hangtani jelenségeket (fonématöbblet, fonémarealizáció, fonémamegterheltség) veszi be, ezeket térképpel is szemlélteti; az alaktani jelenségeket azonban csak mint lehetséges példaként említi. Megjegyzi, hogy a szókészleti elemek között is vannak olyanok, amelyek elterjedési területe szinte átmeneti sávok nélkül elhatárolható, de olyanok is, ahol lehetetlen meghúzni a szavak határát. 
Új vizsgálati módszereket mutat be Imre Samu, amikor a nyelvjárási jelenségek földrajzi elterjedésének szemléltetésére a nyelvatlasz anyagának statisztikai szempontú elemzéséből hoz példákat. Bizonyos nyelvjárási jelenségekről csak nagy számú adat felsorakoztatása és összehasonlítása révén kaphatunk megbízható képet, hiszen az egyes adatokat befolyásolhatják az anyaggyűjtés objektív és szubjektív körülményei (pl. a hangszínrealizációs eltérések néha függhetnek az adatközlő érzelmi állapotától, a gyűjtő hallásától, a hangjelölés nehézségeitől stb.) Imre Samu a magyar nyelvterületen harminc nyelvjárástípust határoz meg, ezeket négy nagyobb egységbe foglalja össze. (A romániai és a kárpátaljai nyelvjárásokat – az anyaggyűjtés hiányosságai miatt – nem tudta tipizálni.) A tipizálás szempontjai között elsősorban azokat vette figyelembe, amelyek a jelenség körébe tartozó morfémák egész állományát vagy nagy többségét érintik, eléggé határozott területi aspektusuk van, tehát a nyelvjárás hangtani arculatát alapvetően meghatároznák. 

## A nyelvjárási jelenséghatárok változása
A nyelvjárási jelenséghatárok nem állandók, összefüggésben vannak a nyelvjárások változásával. Ma a nyelvjárások erős szociológiai rétegződésének, bomlásának a korában egyre nehezebbé válik a földrajzi szempontú vizsgálat, az egyes jelenségek különböző mértékben vesznek részt a nyelvjárási jelenséghatárok mai változásában. Ebben nagy szerepe van az adatközlők nyelvjárási tudatának, annak, hogy mit tekintenek nyelvjárásiasnak, kerülendőnek. Pl. a somogyi nyelvjárásokban főleg a független ö-zést tekintik "parasztosnak", a nyelvi műveletlenség jelének. A hangtani jelenségek közül a fonémaeltérésekre (ö-zés, é-zés, ü-zés stb.) érzékenyebbek, ezeknek a jelenségeknek az elterjedési területe egyre szűkül; ha a fiatalabb korosztály vagy az iskolázottabbak regionális köznyelvét vizsgálnánk, talán nem is lehetne ebből atlasztérképet csinálni. A fonémamegfelelések között azonban akad olyan is, amelyet az adatközlők többsége nem érez kerülendő nyelvjárásiasságnak, vagy erős anyanyelvjárási beidegzettsége miatt nem tud szabadulni tőle, pl. az e : ё viszony (énёköl, rёkesz, büntetvё stb.) A ѵ zöngésítő hatásában csak az s+ѵ kapcsolatot (pl. Kapozsvár) tartják nyelvjárásiasnak, viszont a csugva, ködve formákat a regionális köznyelv is használja. 